# Hönnige

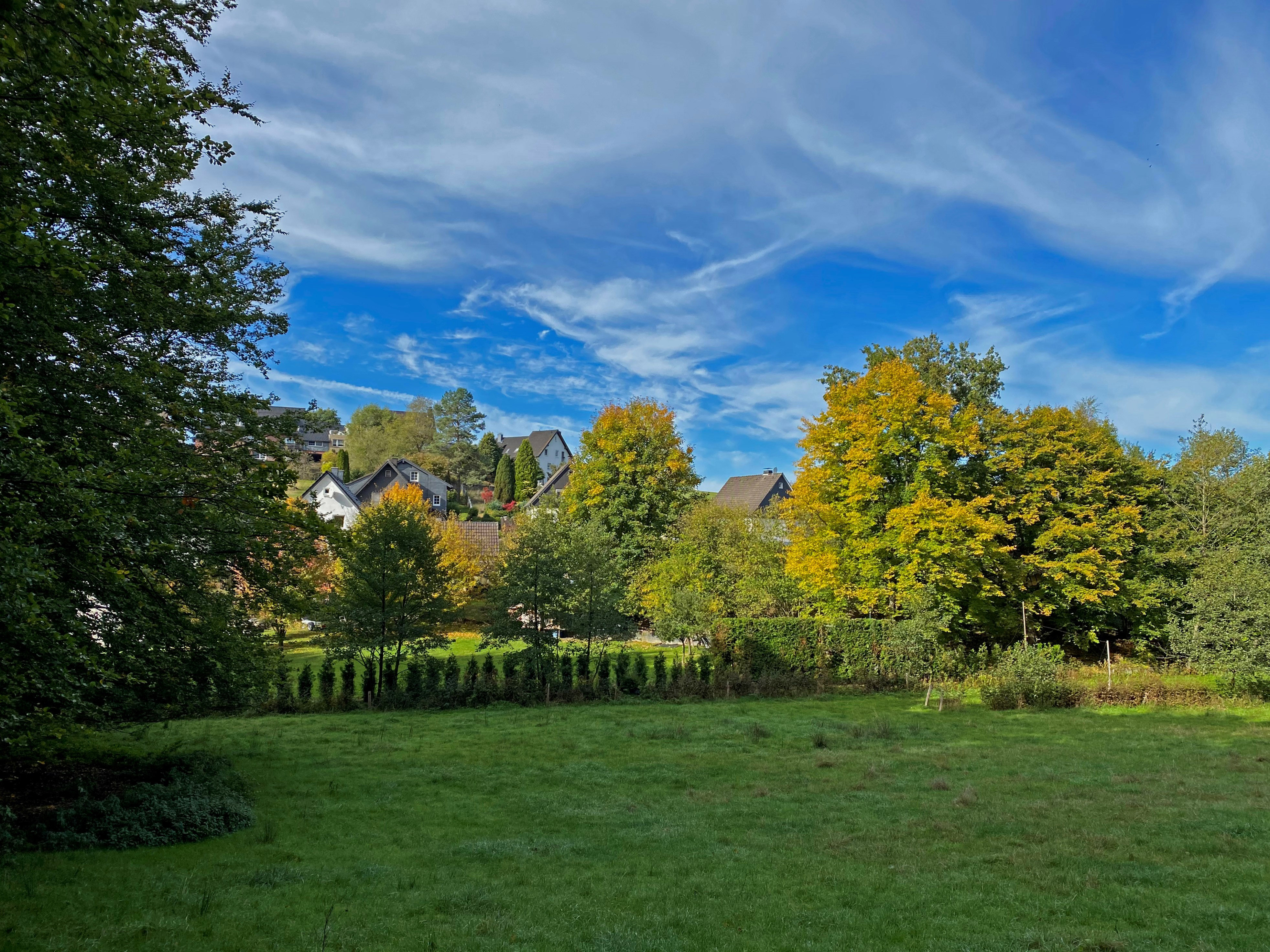
Hönnige am Schevelinger Bachtal

Hönnige ist eine Ortschaft von Wipperfürth im Oberbergischen Kreis im Regierungsbezirk Köln in Nordrhein-Westfalen (Deutschland).

## Lage und Beschreibung
Hönnige liegt an der L 284 knapp 2 km von Wipperfürth Richtung Halver.
Der Schevelinger Bach und die Dreine münden hier in die Hönnige, einen Zufluss der Wupper.
Im Norden liegt die kleine Silbertalsperre.
Nachbarorte sind Harhausen, Meddenbick, Dreine, Hungerberg, Leuchtenbirken, Neuenhaus und Biesenbach.

## Geschichte
Die Karte Topographische Aufnahme der Rheinlande von 1825 zeigt unter der Ortsbezeichnung „Honig“ auf umgrenztem Hofraum fünf getrennt voneinander liegende Gebäudegrundrisse. Auf der Preußischen Uraufnahme von 1840 bis 1844 wird die Ortschaft mit „Hönninge“ bezeichnet. Ab der topografischen Karte von 1894 bis 1896 wird der Ortsname Hönnige verwendet.
Im Ort steht am Haus Hönnige 4 ein unter Denkmalschutz stehendes Hofkreuz aus dem Jahr 1900.
Im Süden der Hofschaft zeigt die topografischen Karte von 1894 bis 1896 und in der Karte von 1913 am Bach Hönnige ein Fabriksymbol. Laut Heribert Nicke war das Anwesen der „Hammer an der Hönnige“.
Von 1910 bis 1960 führte die Bahnstrecke Anschlag–Wipperfürth südlich der Ortschaft vorbei. Diese Bahnlinie zweigte im Bahnhof Wipperfürth von der Wippertalbahn ab und schloss bei Anschlag an die Wuppertalbahn an.
Die ersten Wohnungen der Siedlung Hönnige waren am 18. Juni 1955 bezugsfertig. Die Siedlung entstand infolge der akuten Wohnungsnot nach dem Zweiten Weltkrieg. Die auf der Potsdamer Konferenz beschlossene Vertreibung der deutschen Bevölkerung aus ihren osteuropäischen bzw. ostdeutschen Wohngebieten sorgte nach der Zuweisung der Menschen durch das Sozialministerium in Düsseldorf für einen sprunghaften Anstieg der Bevölkerungszahlen in den damals noch selbständigen Gemeinden Wipperfürth, Klüppelberg und Wipperfeld. Der bis dahin vorhandene Wohnungsmarkt konnte den sprunghaft gestiegenen Bedarf an Wohnraum weder abdecken noch aus eigener Kraft herstellen. Gemeinsam mit Bürgern und Kirche organisierten die politischen Gemeinden zahlreiche Neubauprojekte und erschlossen dabei neue Siedlungsbereiche.

## Busverbindungen
Über die am Ortsrand gelegene Bushaltestelle Hönnige der Linie 338 (VRS/OVAG) ist eine Anbindung an den öffentlichen Personennahverkehr gegeben.

## Wanderwege
Von einem im Südosten der Ortschaft gelegenen Wanderparkplatz erreicht man nach 750 Metern die Staumauer der Schevelinger Talsperre („Silbertalsperre“) und den um die Talsperre herum führenden Wanderweg.

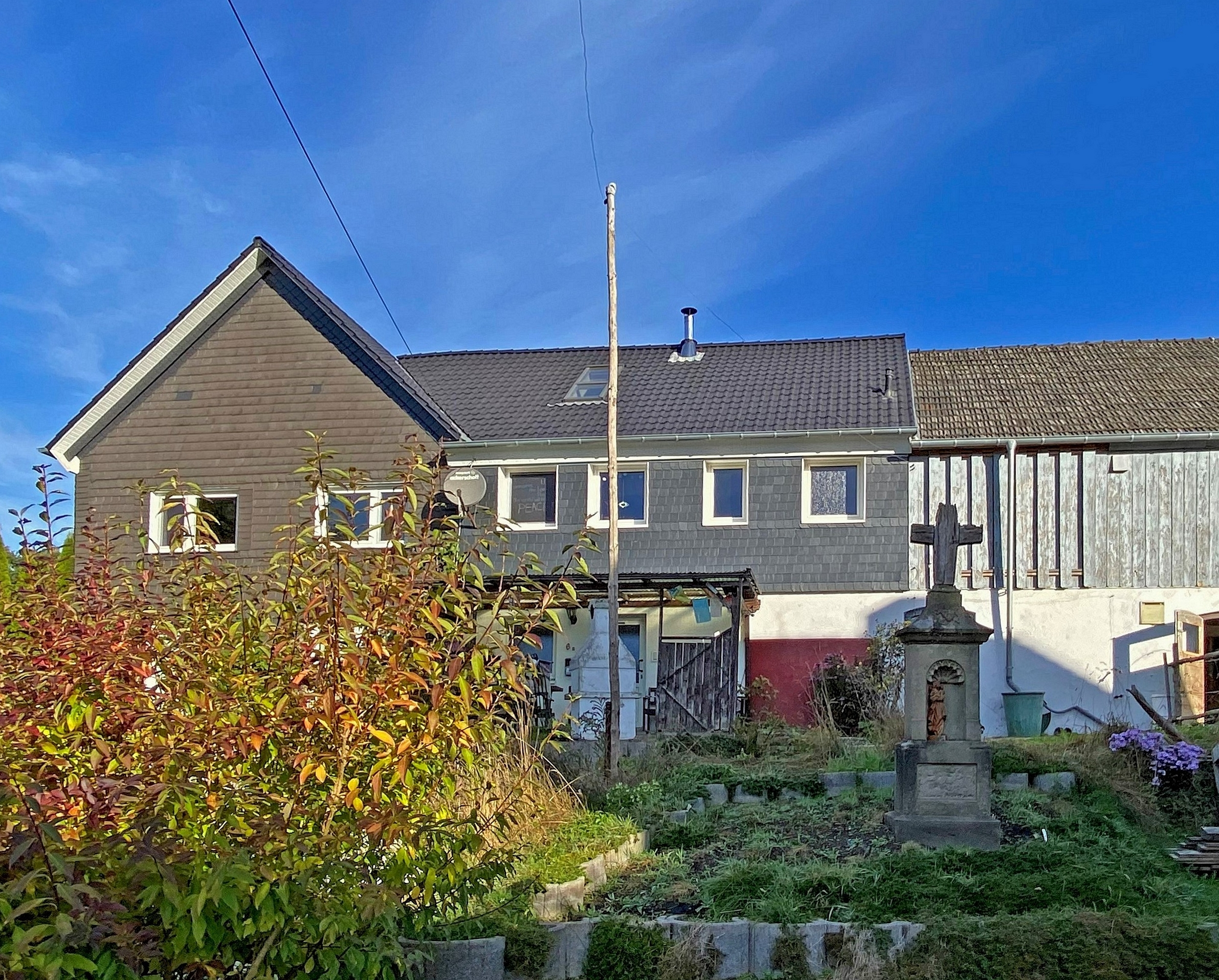
Hofkreuz bei Hönnige 4
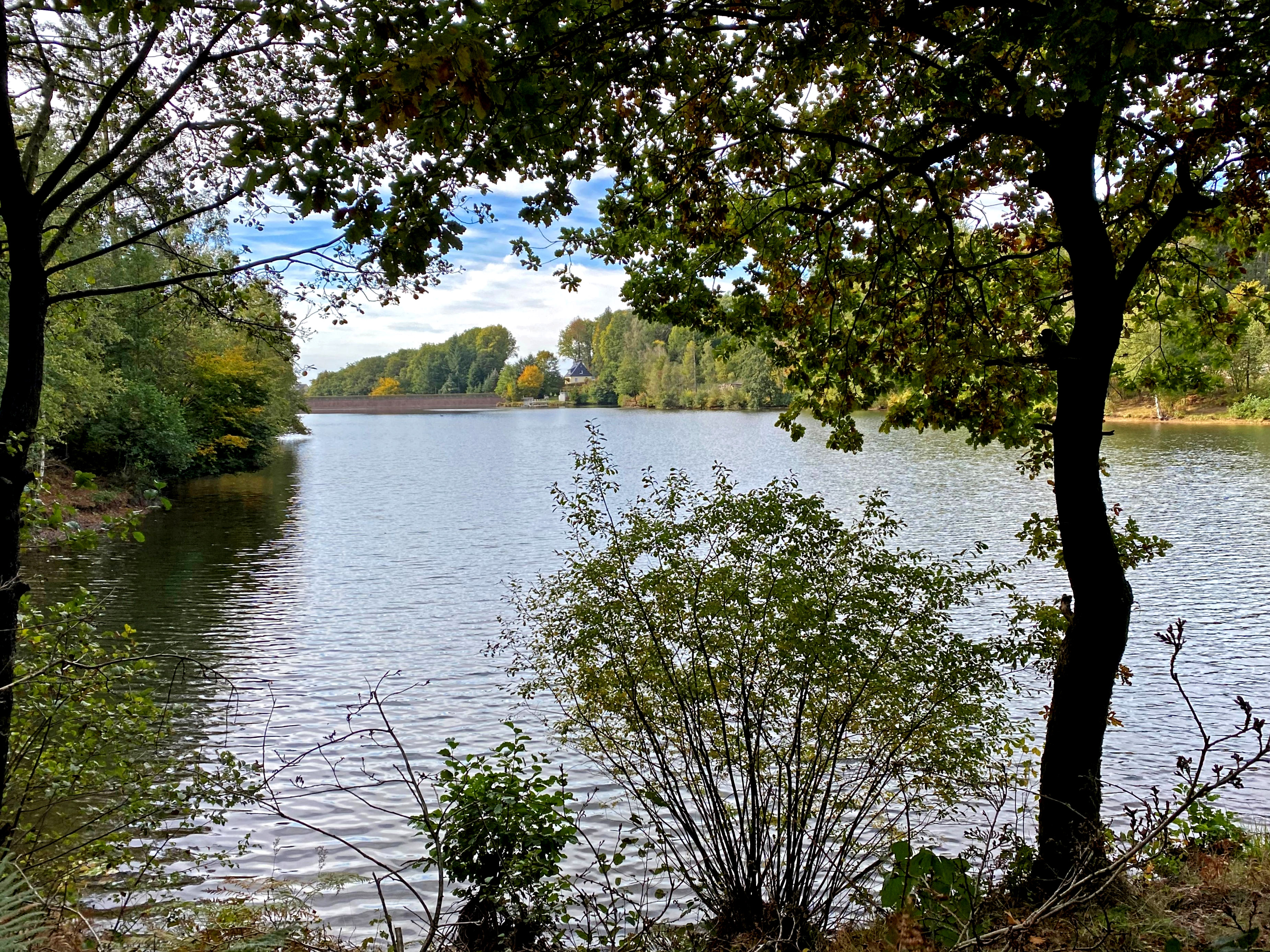
Schevelinger Talsperre („Silbertalsperre“)